# Rö, Norrtälje kommun
Rö är kyrkbyn i Rö socken i Norrtälje kommun i Uppland. Från 2023 avgränsas här en tätort som införlivade de tidigare småorterna Härsby (som omfattade  kyrkbyn från 2015) och Ösby.
Härifrån kommer Björn Waldegård och Bosse Andersson, och den sistnämndes föräldrar hade lanthandeln i byn förr om åren.